# ケオ・ソクノン
ケオ・ソクノン（Keo Sokngon、1990年4月30日 - ）は、カンボジアの元同国代表サッカー選手。現役時代のポジションはフォワード。

## クラブ歴
中国系カンボジア人の父とタイニン省出身のベトナム人の母の間に生まれた。3歳の時にベトナムへ移住した。
カンボジアに帰国した後、2007年にプノンペン・クラウンに加入。ストライカーとして2009年は12得点を獲得し、チームの優勝に貢献した。
2011年には、隣国タイにありリージョナルリーグ・ディヴィジョン2に所属するサムットサーコーンFCに加入し、1シーズン過ごし、リーグの最優秀選手となった。
2012年にはカンボジアに復帰し、弟のケオ・ソクペンと共にボーウング・ケット・ラバーフィールドに加入しカンボジア・リーグを制覇した。
2015年6月23日には弟のソクペンと共にプノンペン・クラウンに移籍した。開幕戦はケオ兄弟の前所属、ボーウング・ケット・アンコールであった。 
長期に渡る膝の怪我を理由に2017年シーズン終了後に現役引退。

## 代表歴
2009年にカンボジア・リーグで活躍すると同年の東南アジア競技大会サッカー競技に参加するU-23代表に選抜された。

## 個人成績
| #  | 日附          | 場所                                           | 対戦相手     | 得点 | 結果 | 大会                        |
| -- | ------------- | ---------------------------------------------- | ------------ | ---- | ---- | --------------------------- |
| 1. | 2009年4月28日 | ダッカ・バンガバンドゥ・ナショナル・スタジアム | マカオ       | 2–1  | 2-1  | AFCチャレンジカップ2010予選 |
| 2. | 2012年10月5日 | ヤンゴン・トゥウンナ・スタジアム               | 東ティモール | 1–5  | 1-5  | 2012 AFFスズキカップ予選    |